# Всеукраїнська політична партія — Екологія та Соціальний захист

Голова партії Сергій Балюк

Всеукраї́нська Політи́чна па́ртія — Еколо́гія та Соціа́льний захи́ст — українська партія, яка була заснована 7 листопада 2003, голова Балюк Сергій Васильович. Юридична адреса: м. Київ, вул. Харківське шосе, 160.
На виборах до Верховної Ради України 2007 разом з Соціально-Християнською Партією заснувала Християнський блок, до списку котрого входило 242 особи, з них 225 було зареєстровано кандидатами у депутати. За підсумками голосування блок отримавши всього 24,597 голоси опинився на 17 місці з 20 і не здобув жодного депутатського крісла у Верховній Раді. Найбільше голосів блок отримав у Києві та Київській і Закарпатській областях.